# Six konstsamling

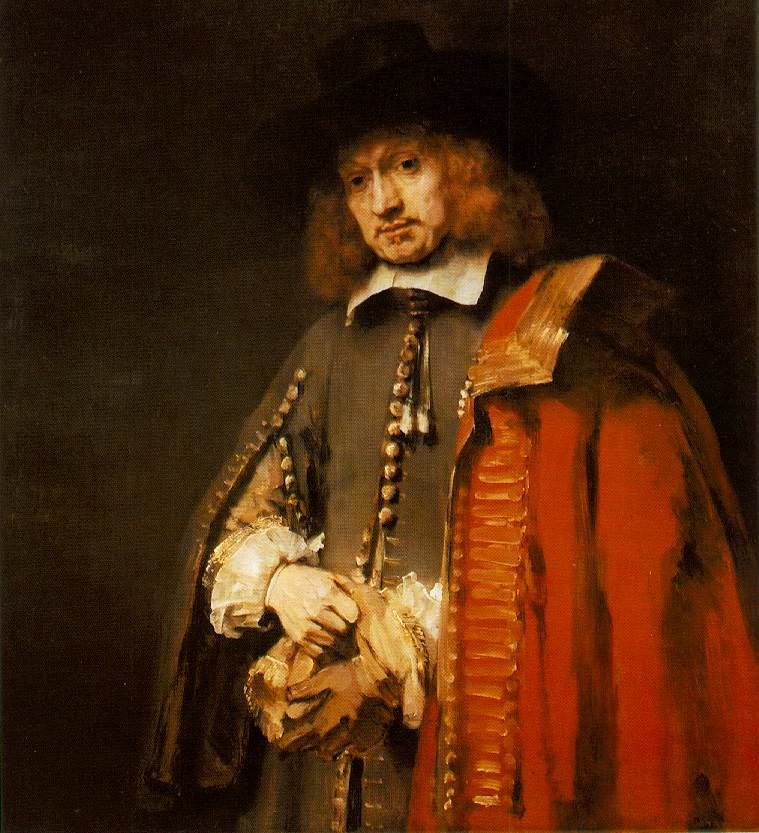
Porträtt över Jan Six av Rembrandt van Rijn 1654

Six konstsamling, Collectie Six, är en nederländsk konstsamling i Amsterdam.
Six konstsamling ägs av några stiftelse runt den nederländska familjen Six. 
Six konstsamling har sitt ursprung i en konstsamling med målningar från den nederländska guldåldern, som byggdes upp av Jan Six (1616-1700) och hans hustru Margaretha Tulp. Flera generationer senare ärvdes den av Hendrik Six (1790-1847) och kombinerades med en av hustrun Lucretia Johanna van Winter (1785-1845) ärvd konstsamling vid parets giftermål 1822. Från den van Winterska samlingen kom då bland andra Johannes Vermeers Jungfru med mjölkkanna och Den lilla gatan,  vilka numera finns i Rijksmuseum i Amsterdam respektive Mauritshuis i Haag.
Six konstsamling visas för allmän som visas i fastigheten Amstel 218 efter överenskommelse med den nederländska staten och finansiellt bidrag från denna. Huset är dock samtidigt bostad för medlemmar av familjen Six. Rembrandt van Rijns porträtt av Jan Six från 1654 ställs också ut i Rijksmuseum under några månader varje år.

## Bildgalleri

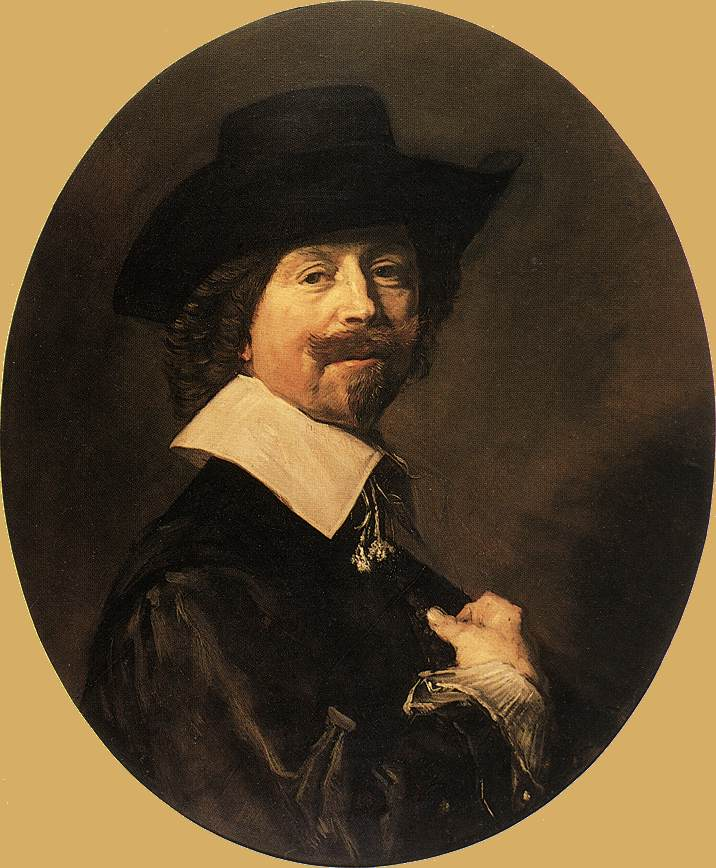
Porträtt av en man av Frans Hals 1644
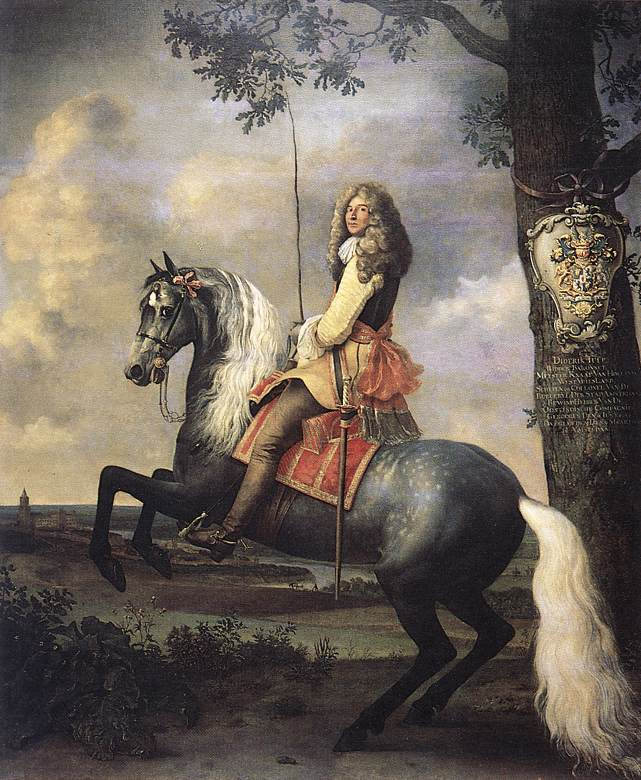
Diederik Tulp av Paulus Potter 1653
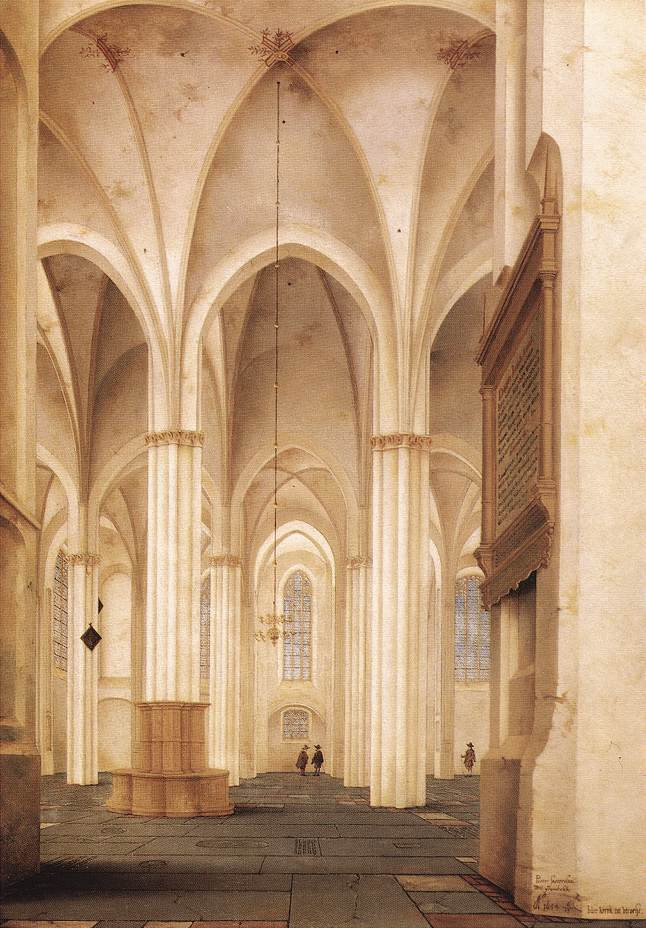
Jacobskyrkan i Utrecht av Pieter Saenredam 1654